# Bisdom Meaux
Het bisdom Meaux (Latijn: Dioecesis Meldensis, Frans: Diocèse de Meaux) is een in Frankrijk gelegen rooms-katholiek bisdom met zetel in Meaux. Het bisdom behoort tot de kerkprovincie Parijs, en is samen met de bisdommen Évry-Corbeil-Essonnes, Créteil, Nanterre, Pontoise, Saint-Denis en Versailles suffragaan aan het aartsbisdom Parijs. Het grondgebied is gelijk aan dat van het departement Seine-et-Marne.

## Geschiedenis
Het bisdom is ontstaan in de 4e eeuw, volgens de traditie door de eerste bisschop Sanctinus. 
Een bekende bisschop van Meaux was Philippe de Vitry (bisschop van 1351 tot 1361), gewezen secretaris van twee Franse koningen, dichter en als componist een prominent vertegenwoordiger van de Ars nova.
Guillaume de Briçonnet, bisschop van 1516 tot 1534, verzamelde een aantal vernieuwingsgezinde theologen om zich heen die bekend werden als de "kring van Meaux". De belangrijkste van hen was de humanist Jacques Lefèvre d’Étaples. Andere namen zijn Gérard Roussel, François Vatable en ook de latere Geneefse reformator Guillaume Farel. 
Andere bekende bisschoppen waren  Dominique Séguier (bisschop van 1637 tot 1659) en Jacques-Bénigne Bossuet (bisschop van 1681 tot 1704). Hij legde als theoloog de theoretische grondslag voor het droit divin, waarop Lodewijk XIV zijn vorstelijk absolutisme baseerde.
De huidige bisschop is sinds 2012 Jean-Yves Nahmias.

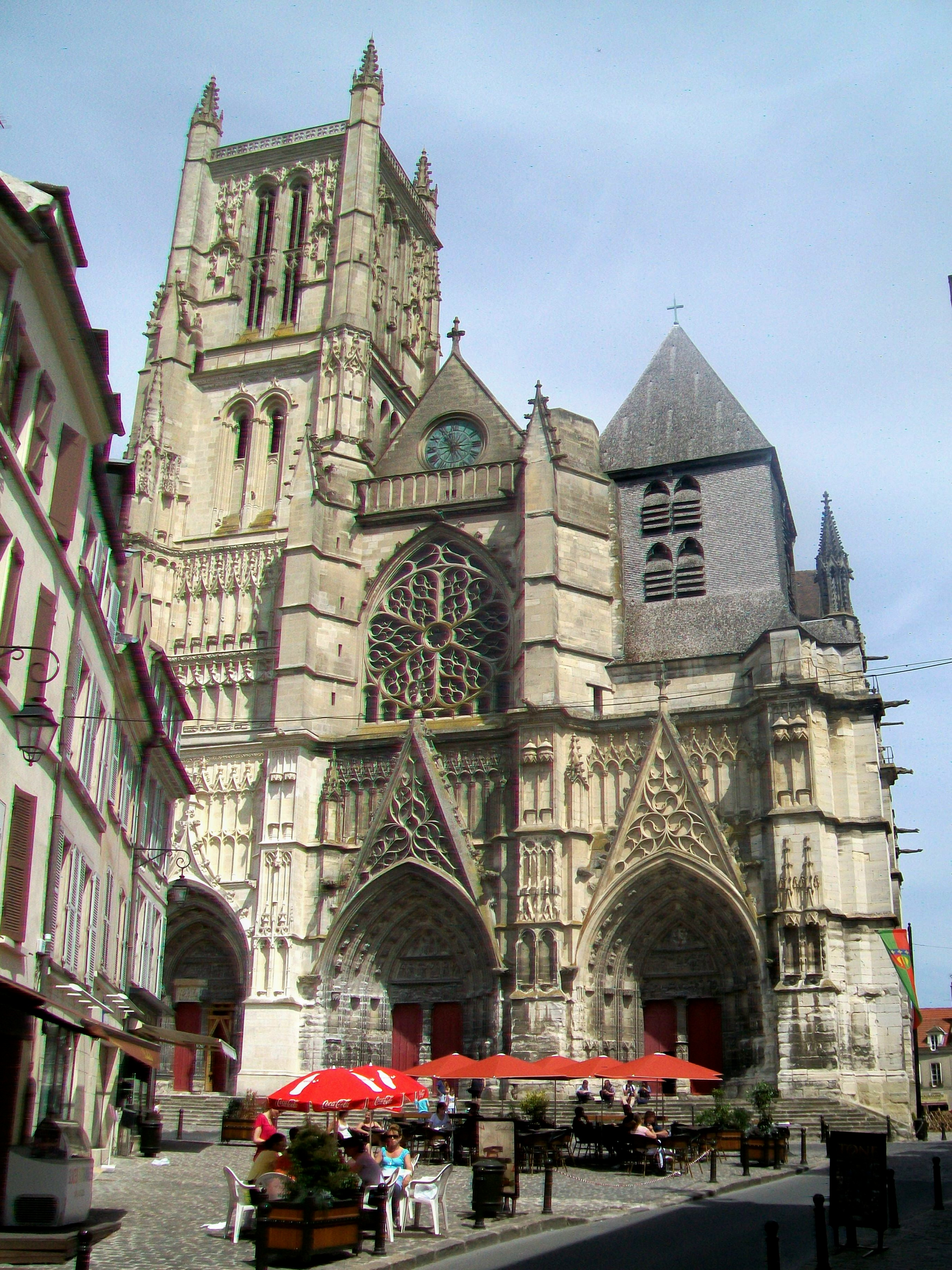
Kathedraal van Meaux
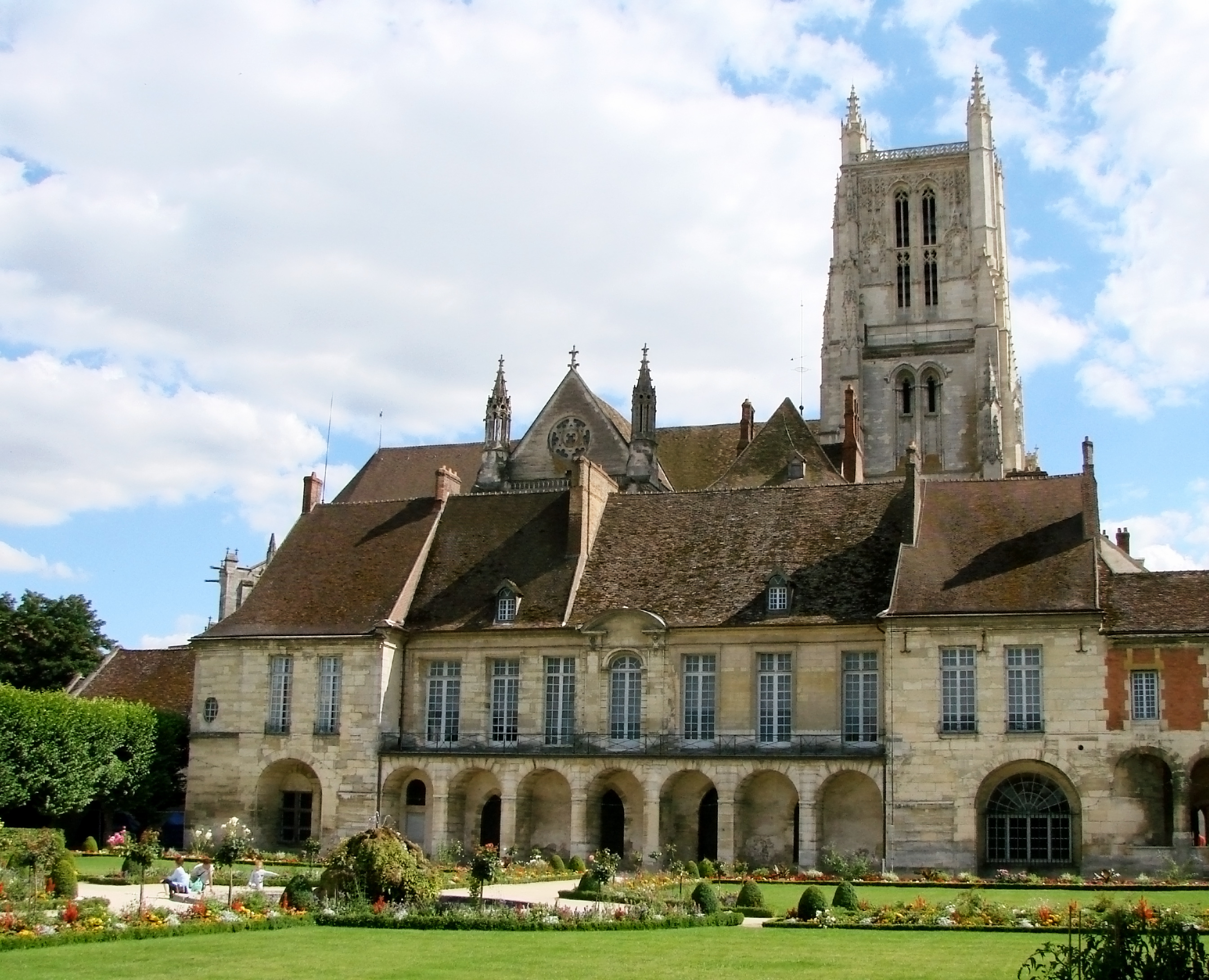
Bisschoppelijk paleis
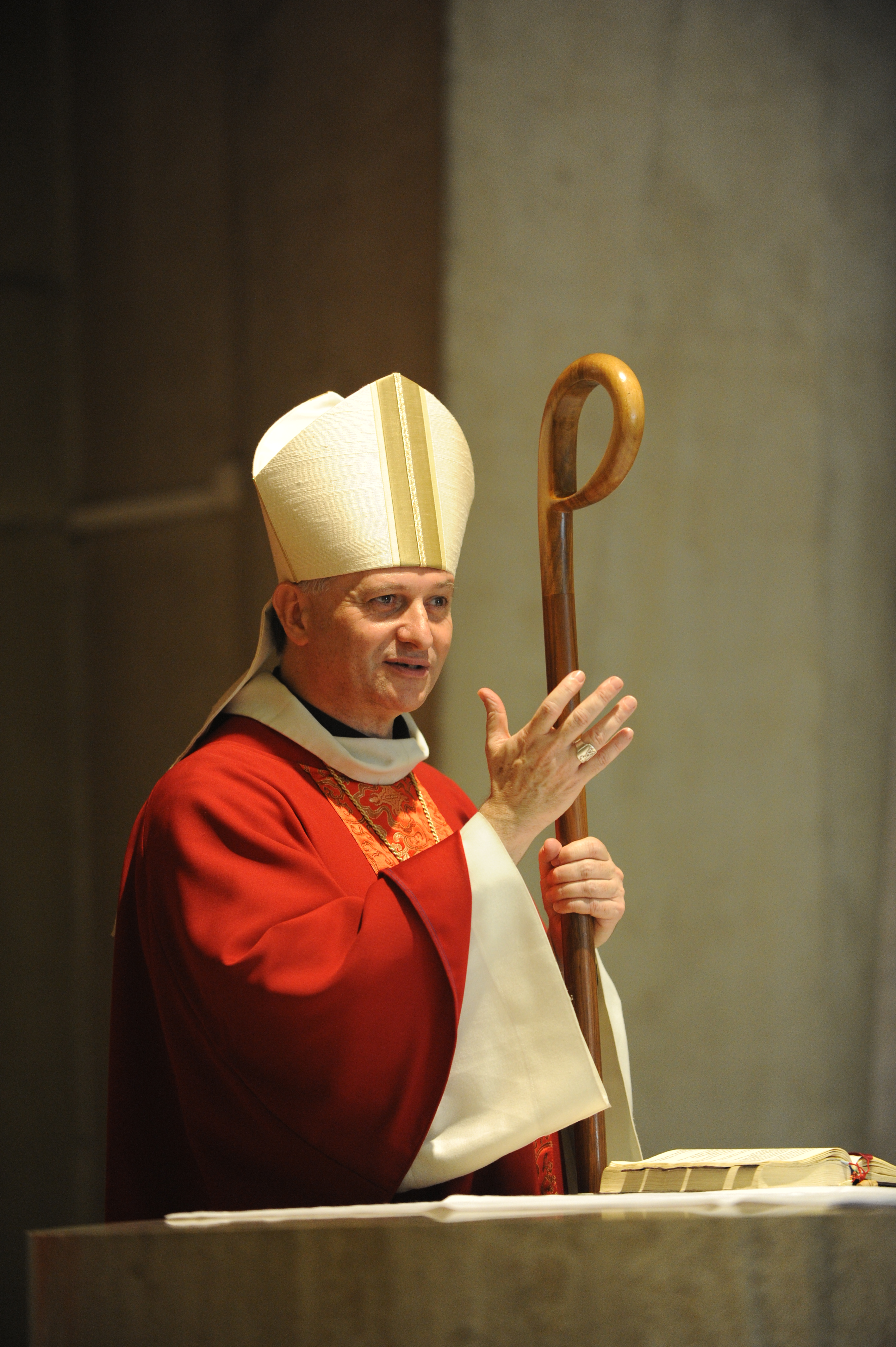
Bisschop Jean-Yves Nahmias